# CiteScore
CiteScore (CS) академічного журналу — це показник, що відображає середньорічну кількість цитат останніх статей, опублікованих у цьому журналі. Цей показник оцінювання журналу був впроваджений у грудні 2016 року Elsevier як альтернатива загальновживаним факторам впливу JCR (IFs). Хоча коефіцієнт впливу CiteScore та JCR подібні за своїм визначенням, CiteScore базується на цитатах, записаних у базі даних Scopus, а не в JCR, і ці цитати збираються для статей, опублікованих у попередні три роки замість двох чи п'яти.
Наприклад, CiteScore 2020 року = кількість цитування у 2020 році ділиться на кількість документів, що були опубліковані протягом останніх 3-х років (2019, 2018, 2017).